# 林業経済学会
林業経済学会（りんぎょうけいざいがっかい、英: The Japanese Forest Economic Society）は、林業、林産業、山村、人間と森林との幅広いかかわりに関する社会科学および人文科学の理論的・実証的研究の向上及び国内外における研究交流の促進および会員相互の研鑽を目的として、1985年に設立された学会組織である。学会事務局は財団法人林業経済研究所にある。

## 事業
1. 研究会の開催、会員の研究発表および討論
2. 学会誌『林業経済研究』（"Journal of Forest Economics"）等の編集・発行
3. 会員名簿の作成
4. 会員の表彰
5. その他、目的達成に必要な事業

## 表彰
優秀な業績を残した会員に対し、「林業経済学会賞」・「林業経済学会奨励賞」による表彰を行っている。
- 林業経済学会賞（学術賞） - 論文または著書を刊行し、林業経済学に関し画期的な業績によってとくに貴重な学術的貢献を為したと認められる会員に授与。
- 林業経済学会奨励賞（奨励賞） - 優秀な論文または総説等を発表し、独創性と将来性をもって学術的貢献を為したと認められる会員に授与。
- 林業経済学会学生論文賞 (学生論文賞) - 学生会員であって、優秀な論文を本学会誌に発表し、将来性をもって学術的貢献を為したと認められる者に授与。

## 役員
1. 会長1名
2. 理事5名
3. 主事若干名
4. 監事2名
5. 評議員おおむね正会員20名に対し1名